# 60 Dywizja Piechoty (II RP)

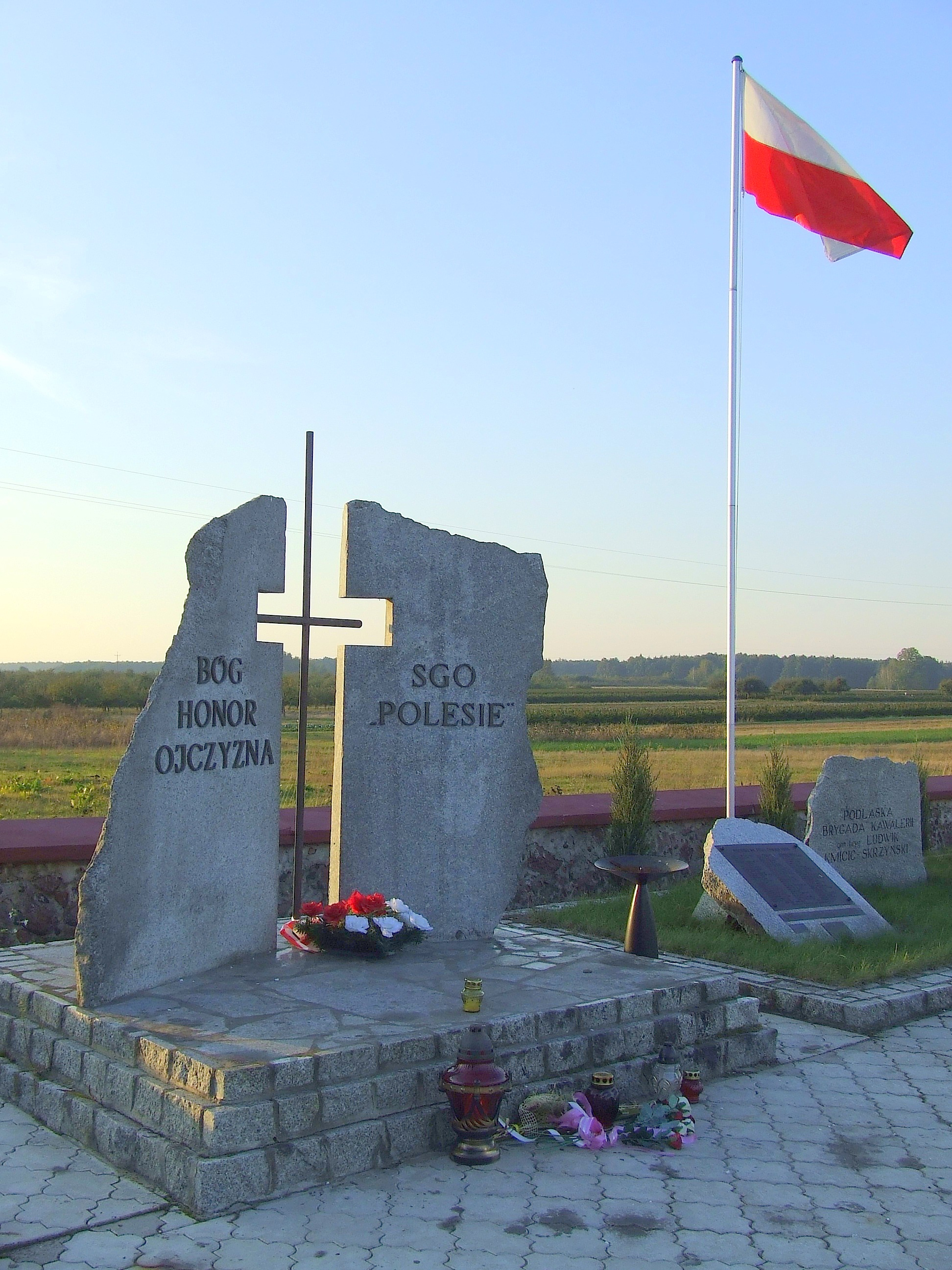
Cmentarz Kleberczyków w Turzystwie

60 Dywizja Piechoty (60 DP) – wielka jednostka piechoty Wojska Polskiego II RP improwizowana w trakcie kampanii wrześniowej 1939.

## Formowanie
Dywizja nie występowała w organizacji pokojowej wojska. Powstała na początku drugiej dekady września 1939, na terenie Okręgu Korpusu Nr IX, jako Zgrupowanie „Kobryń” z oddziałów sformowanych w Ośrodkach Zapasowych 20 i 30 Dywizji Piechoty. Uzbrojenie dla niej dostarczyły autobusy warszawskie, przewożąc je z magazynów Centralnej Składnicy Uzbrojenia nr 2 w Stawach koło Dęblina.
Wchodziła w skład SGO „Polesie” gen. Franciszka Kleeberga.

## Walki dywizji
Pierwszą walkę z oddziałami niemieckimi stoczyła 14 września w rejonie szosy z Kobrynia do Brześcia. 18 września broniła Kobrynia i wieczorem wycofała się na południe pod Dywin. Następnie maszerowała na zachód razem z innymi oddziałami „Grupy Poleskiej”.
28 września, w rejonie Włodawy, na polecenie gen. Kleeberga Dywizja „Kobryń” przeformowana została w 60 Dywizję Piechoty. Brała ona następnie udział we wszystkich walkach zgrupowania: 29–30 września stoczyła zwycięskie boje z wojskami sowieckimi pod Jabłoniem i Milanowem, 1 października podjęła marsz znad rzeki Bystrzyca przez Adamów i Gułów do lasów koło Hordzieżki, a następnie walczyła z Niemcami pod Serokomlą, 3 października przeszła do lasów na północ od Woli Gułowskiej, 5 października – wzmocniona Brygadą Kawalerii „Edward” uderzyła na cmentarz i klasztor w Woli Gułowskiej oraz na Helenów, a BK „Edward” wsparta I/183 pp dokonała głębokiego rajdu na tyłach przeciwnika przez miejscowości Niedźwiedź, Budziska, Charlejów. Następnego dnia skapitulowała wraz z resztą zgrupowania.

## Organizacja i obsada personalna
- Dowództwo 60 Dywizji Piechoty
  - dowódca – płk Adam Józef Aleksander Epler
  - dowódca piechoty dywizyjnej – ppłk dypl. w st. spocz. Tadeusz Śmigielski
  - dowódca artylerii dywizyjnej – mjr Stanisław Olechowski
  - szef sztabu – mjr Franciszek Ksawery Schoener
  - kwatermistrz – mjr Michał Leszczak
- 182 pułk piechoty – ppłk Franciszek Mieczysław Targowski
- 183 pułk piechoty – ppłk Władysław Seweryn
- 184 pułk piechoty – mjr Józef Edmund Żeleski
- samodzielny batalion 179 pułku piechoty – mjr Michał Bartula
- V dywizjon 20 pułku artylerii lekkiej – kpt. rez. Ludwik Łoś (dwie baterie 75 mm armat i dwie baterie 100 mm haubic)
- kawaleria dywizyjna – ppłk Anatol Dworenko-Dworkin („bałachowiec”)
- 91 kompania przeciwpancerna motorowa – por. Czesław Malinowski
- kompania karabinów maszynowych nr 97 – ppor. Józef Socha
- kompania telefoniczna – por. Zygmunt Sikora
- pluton żandarmerii nr 91 – ppor.  Maksymilian Muszyński